# Geratal
Geratal – miejscowość i gmina (Landgemeinde) w Niemczech, w kraju związkowym Turyngia, w powiecie Ilm. Leży na północnym skraju Lasu Turyńskiego, ok. 30 km na południowy zachód pd Erfurtu.
Powstała 1 stycznia 2019 z połączenia gmin Frankenhain, Geschwenda, Gossel, Gräfenroda, Liebenstein z rozwiązanej dzień wcześniej wspólnoty administracyjnej Oberes Geratal oraz gminy Geraberg ze wspólnoty administracyjnej Geratal. Gminy te stały się jej częściami (Ortsteil).